# 석륵

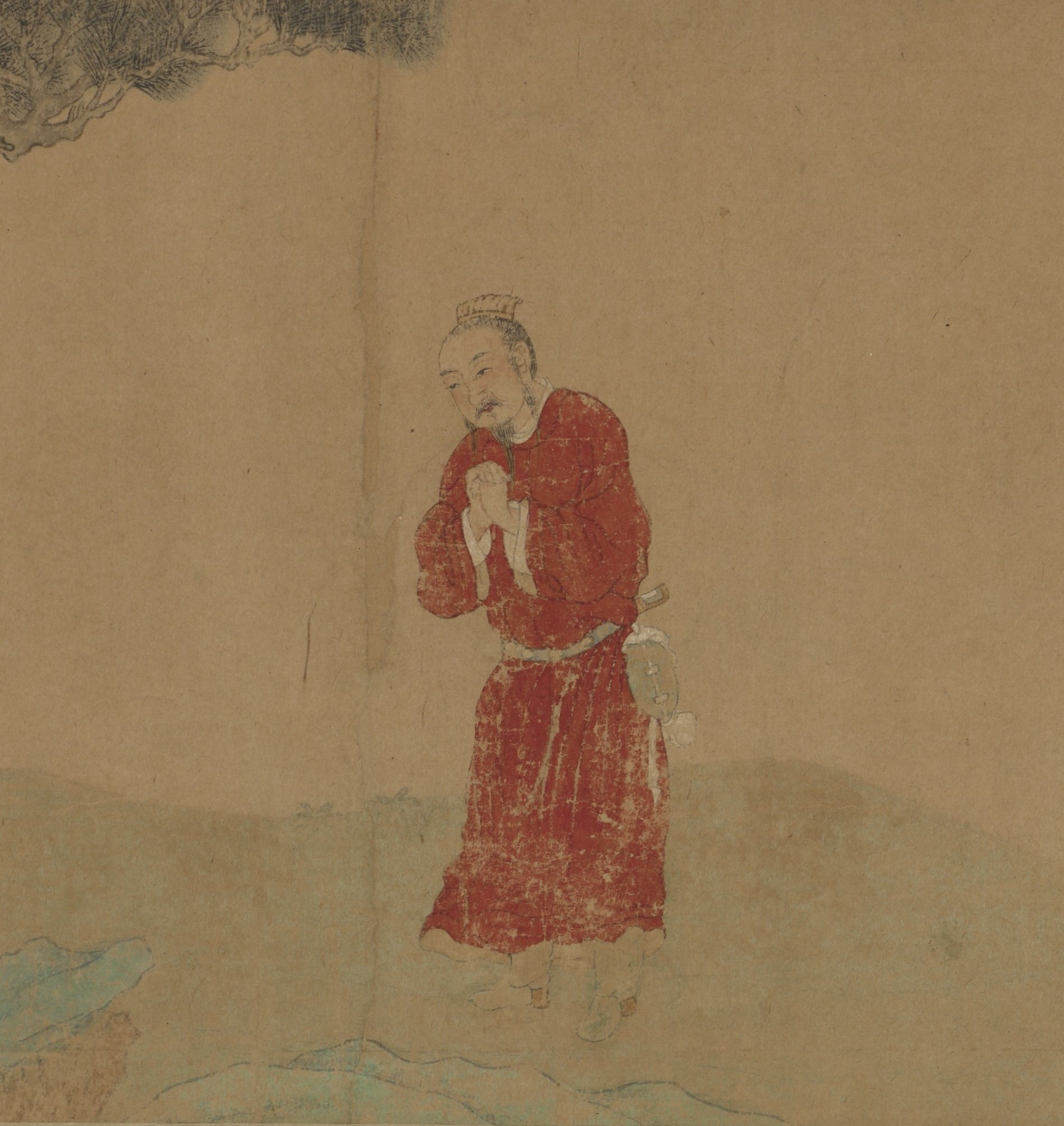

후조 고조 명황제 석륵(後趙 高祖 明皇帝 石勒, 274년 ~ 333년, 재위: 319년 ~ 333년)은 오호십육국 시대 후조(後趙)의 창건자이다. 흉노(匈奴)의 하위 부족인 갈족(羯族) 출신으로 전조(前趙)의 장수로 활약하다가 독립하여 후조를 건국하였다. 묘호는 고조(高祖), 시호는 명황제(明皇帝)이다.

## 건국 이전
석륵은 상당군(上黨郡 : 산시성 유사) 출신으로 갈족 소부락의 수령 주갈주(周曷硃)의 아들로, 본래 성(姓)이 없이 배(㔨)라는 이름만 가지고 있었다. 태안 연간(302년 ~ 303년)에 기근이 들어 부족이 뿔뿔이 흩어졌는데, 석륵도 떠돌아 다니다가 서진(西晉)의 동영공 사마등에게 사로잡혀 산동 지역의 사환에게 노예로 팔렸다. 그러나 비범한 재능을 인정받아 노예에서 해방되고 근방의 목장에서 일하게 되었다. 팔왕의 난이 일어나자 석륵은 목장 주인 급상(汲桑)과 함께 도적이 되었으며 팔왕의 난에 참여하여 용병으로도 활약하였다. 이때 급상은 석륵에게 성과 이름을 지어주었다.
용병으로 활약하다가 패배하고 군사력과 근거지를 상실하자, 석륵은 307년에 한(漢)의 유연(劉淵)에게 항복하였다. 유연의 휘하에서 여러 전공을 세운 석륵은 독자적인 병력을 이끄는 군단의 수장으로 출세하였으며, 유연이 사망한 후 유총(劉聰)의 휘하에서 활약하였다. 석륵은 하북 및 하남 지역을 휩쓸고 다녔으며, 310년에는 한수를 건너 장강 유역까지 진격하였다. 311년, 낙양(洛陽) 공략(영가의 난)에 참가하여 도망치던 왕연(王衍)의 무리 10만을 격파하고 유요(劉曜), 왕미(王彌) 등과 함께 낙양을 함락시켰다. 낙양 함락 이후에도 황하 이남에서 약탈전을 지속하였으며, 석륵을 죽이고 군대를 탈취하려고 모의하던 왕미를 속여 죽이고 오히려 왕미의 군대를 흡수하였다.
석륵은 글씨를 읽을 줄 모르는 까막눈이었으나 식견이 뛰어나고 인재를 모으는 것을 좋아하였다. 309년에는 하북을 공격하는 과정에서 뛰어난 선비들을 모아 군자영(君子營)이라는 부대를 만들기도 하였다. 이때 등용한 장빈(張賓)은 석륵의 1등 참모로 활약하였다. 312년, 석륵은 수춘(壽春)을 공격하려 하였으나 장마로 인해 위기에 빠졌다. 이때 장빈은 석륵에게 약탈전을 그만두고 기주(冀州 : 하북성 중남부) 지역에 거점을 만들 것을 건의하였다. 석륵은 이를 따라 양국(襄國 : 허베이성 형태시)을 수도로 하여 하북 일대에 반독립적인 세력을 구축하였다. 316년에는 세력권 안으로 쳐들어온 병주(幷州 : 산시 성)의 유곤을 격파하고 병주 북부 일대를 차지하였다.
318년에 한(漢)의 황제 유총이 사망한 후, 반란이 일어나 황제 유찬(劉粲)이 죽고 병주 중남부 일대를 반란군이 점거하였다. 석륵은 장안(長安)에서 황제에 즉위한 유요의 명을 받아 조공(趙公)에 임명되어 반란군을 진압하였다. 석륵의 군대에 패배한 반란군이 유요에게 항복하자 석륵은 분노하여 수도 평양(平陽)을 공격하여 불태웠다. 이후 유요와 화친하기 위해 사신을 보냈으나 유요는 사신을 죽여버렸으며, 석륵은 유요와 결별하여 독자적인 세력이 되었다.

## 치세
319년 11월, 석륵은 조왕(趙王)에 즉위하여 조나라를 건국하였다. 장안의 유요도 국호를 조(趙)로 바꾸었기 때문에 역사가들은 유요의 조나라를 전조, 석륵의 조나라를 후조라고 하여 구분한다. 건국 이후 석륵은 주변 지역을 평정하는 데 주력하여 청주(靑州 : 산둥성 동부), 연주(兗州 : 산둥 성 서부) 등을 점령하였다.
324년부터 전조와 후조는 본격적으로 대립하기 시작하였다. 325년, 후조의 병주가 유요의 전조에게 항복하였으며, 동진(東晉)의 사주(司州 : 허난성 중남부)도 유요에게 투항하여, 낙양을 지키는 후조의 석생(石生)이 포위되게 되었다. 석륵은 석호(石虎)를 구원군으로 보내어 전조군을 격파하고 오히려 역포위하였다. 전조의 유요는 장안에서 직접 군대를 이끌고 진격하여 석호를 격파하였으나 군중에서 이유없이 일어난 혼란으로 패주하였다. 이로 인해 병주, 사주 일대를 후조가 모두 장악하였으며 화북의 동진 세력도 크게 위축되어 후조는 회수(淮水) 이북을 모두 지배하게 되었다.
328년, 후조의 석호는 병주 지역에 남아있던 전조의 거점을 공격하였다. 유요는 10만의 대군을 이끌고 반격에 나섰으며, 석호는 크게 패배하여 낙양 일대를 유요가 포위하였다. 낙양 포위는 3개월 동안 계속되었으며, 석륵은 구원군을 이끌고 낙양의 유요를 공격하였다. 유요는 반격에 대한 대비를 게을리하여 석륵의 구원군이 근접하는 것을 허용하였으며, 이로 인해 포위를 풀고 낙양 서쪽에 포진하였다. 12월 5일, 석륵은 유요의 군대를 공격하였으며, 유요가 술에 취한 채로 지휘하였기 때문에 석륵은 크게 승리하고 유요도 포로로 잡았다. 석륵은 유요를 처형하였으며, 329년에는 상규(上邽 : 간쑤성 천수)로 도망쳐 있던 전조의 잔당도 토벌하여 전조를 멸망시켰다.
330년 2월, 석륵은 천왕(天王)에 즉위하였으며, 뒤이어 9월에는 황제에 즉위하였다. 333년, 석륵이 병으로 몸져 눕자, 당시 강대한 세력을 가지고 있던 석호는 궁궐을 장악하고 전횡을 부렸다. 7월에 석륵이 사망하자 석호는 석륵의 시신을 몰래 파묻어 아무도 무덤을 찾을 수 없게 하였다.

## 평가
석륵(石勒)이 고구려(高句麗)의 사신 우문옥고(宇文屋孤)를 대접하는 술자리에서 신하인 서광(徐光)과의 대화에서, 서광이 석륵에게 폐하는 한 고조 유방과 하은주의 삼왕을 능가하니 헌원에 버금간다고 칭송하자, 이에 대해 석륵은 자신이 한 고조 유방을 만났다면 그를 섬겼을 것이요, 광무제 유수를 만났다면 천하를 다투었을 것이므로 한 고조와 광무제의 중간에 있으니 자신을 헌원에 견줄 수는 없다고 자평한 바가 있다.